# Terminalichus dehlonensis
Terminalichus dehlonensis är en spindeldjursart som beskrevs av Sadana och Sidhu 1989. Terminalichus dehlonensis ingår i släktet Terminalichus och familjen Tenuipalpidae. Inga underarter finns listade i Catalogue of Life.